# En söndag i april
"En söndag i april" är en låt av Vikingarna 1998 skriven av Lasse Holm och Gert Lengstrand. Det är åttonde spåret på albumet Kramgoa låtar 1998. och släpptes även på singel samma år.
Låten låg på Svensktoppen under tre veckor mellan 17 april och 1 maj 1999, med åttondeplats som bästa placering. Musiken förekommer även som signaturmelodi till TV-serien Tre Kronor och texten handlar om livet i Mälarviken där TV-serien utspelar sig i.